# Merecz
Merecz (lit. Merkinė) – miasteczko na południowym zachodzie Litwy, na historycznym szlaku z Warszawy do Wilna, u ujścia Mereczanki do Niemna.
Miejsce śmierci króla Polski Władysława IV Wazy.

## Historia

### I Rzeczpospolita

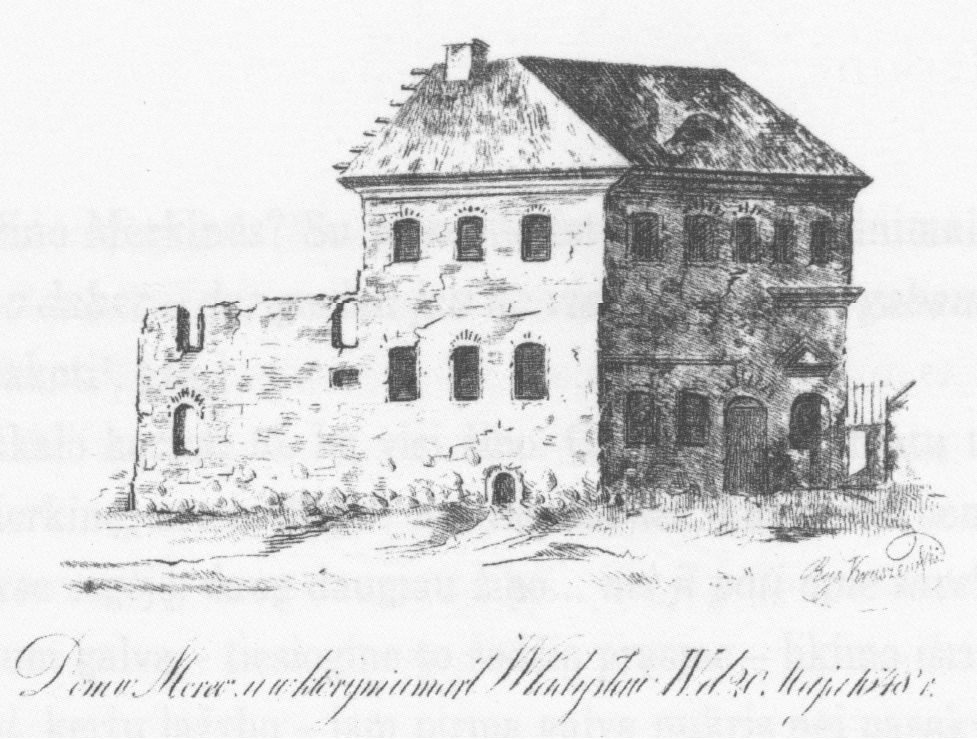
Dom, w którym zmarł król Polski Władysław IV Waza

W XIV wieku wzniesiono tam zamek obronny, znany w źródłach krzyżackich z 1377 roku pod nazwą Merkenpille. Okoliczne lasy były ulubionym miejscem polowań urządzanych przez wielkich książąt litewskich i królów polskich. W 1418 roku król Władysław II Jagiełło przebywał w Mereczu w okresie świąt Bożego Narodzenia, a w 1421 roku przyjmował tam posłów czeskich, ofiarujących mu koronę. W 1501 roku wielki książę litewski Aleksander Jagiellończyk nadał część lasów mereczeńskich Michałowi Glińskiemu. W tym czasie w rejonie Merecza rozwinęło się osadnictwo wiejskie. Osady były zakładane głównie przez ludność litewską. W późniejszym czasie zamek mereczeński rozbudowano i często był nazywany zamkiem królowej Bony.
Miasto otrzymało prawa miejskie (lokacja na prawie magdeburskim) od króla Zygmunta II Augusta w 1569 roku wraz z herbem (Jednorożec). Merecz położony był w drugiej połowie XVI wieku w powiecie trockim województwa trockiego.
W Mereczu zmarł 20 maja 1648 roku król polski i wielki książę litewski Władysław IV, a w 1744 roku książę Michał Serwacy Wiśniowiecki, wojewoda wołyński i hetman wielki litewski, ostatni z męskich potomków książęcej rodziny Wiśniowieckich. Po jego śmierci majątki Wiśniowieckich przeszły w ręce rodów Ogińskich, Zamoyskich i Mniszchów. Na mocy uchwały sejmu Rzeczypospolitej zebranego w Grodnie (tzw. sejm grodzieński (1793)), podjętej 23 września 1793 roku, Merecz wyznaczono na stolicę województwa.

### Pod zaborami

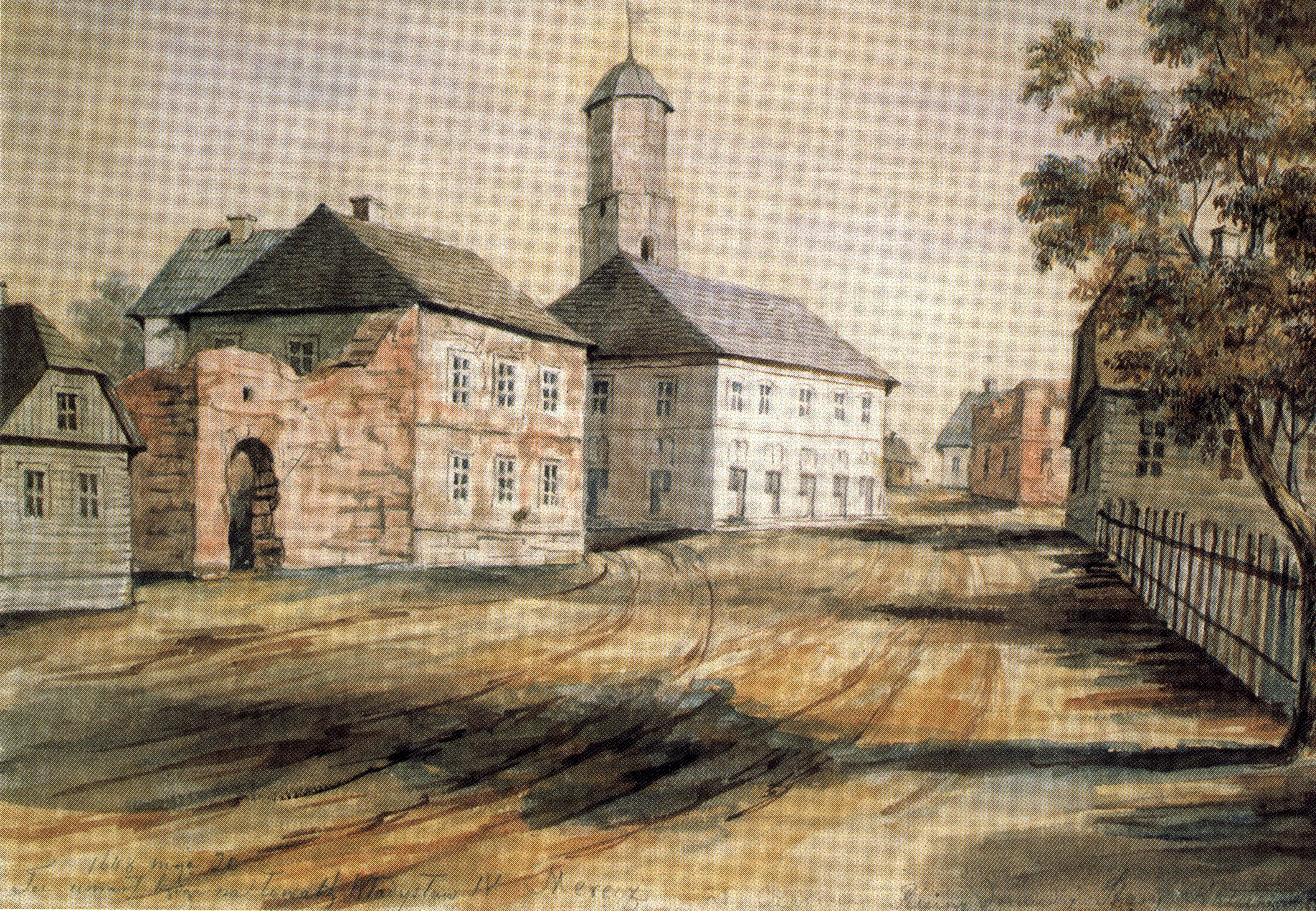
Merecz w XIX w. (Napoleon Orda)

Po III rozbiorze Polski w 1795 roku miasto przeszło pod panowanie Rosji. W okresie wojny Napoleona z Rosją (1812) Merecz uległ poważnym zniszczeniom. 2 września 1838 roku wójt/burmistrz Merecza P. [Piotr?] Derwiński w imieniu mieszkańców zwrócił się z pismem do rosyjskiego ministra Kiesielowa o odszkodowanie w wysokości 10 tys. rubli za szkody i straty, jakie miasto poniosło w czasie wojen napoleońskich (1812–1814). Przy tej okazji powoływał się na przywileje, jakie Merecz otrzymał od królów polskich i wielkich książąt litewskich. Sprawa była rozpatrywana w sądzie w 1840 roku, ale nie została rozwiązana. W związku z tym mieszkańcy Merecza zwrócili się od odszkodowanie do ministra skarbu rządu rosyjskiego, ten z kolei odesłał ich prośbę do generała-gubernatora w Wilnie, który odpowiedział negatywnie. W XIX wieku koło Merecza przebiegała granica celna między Królestwem Polskim i Cesarstwem Rosyjskim, a okolice miasta słynęły z przemytu wódki.

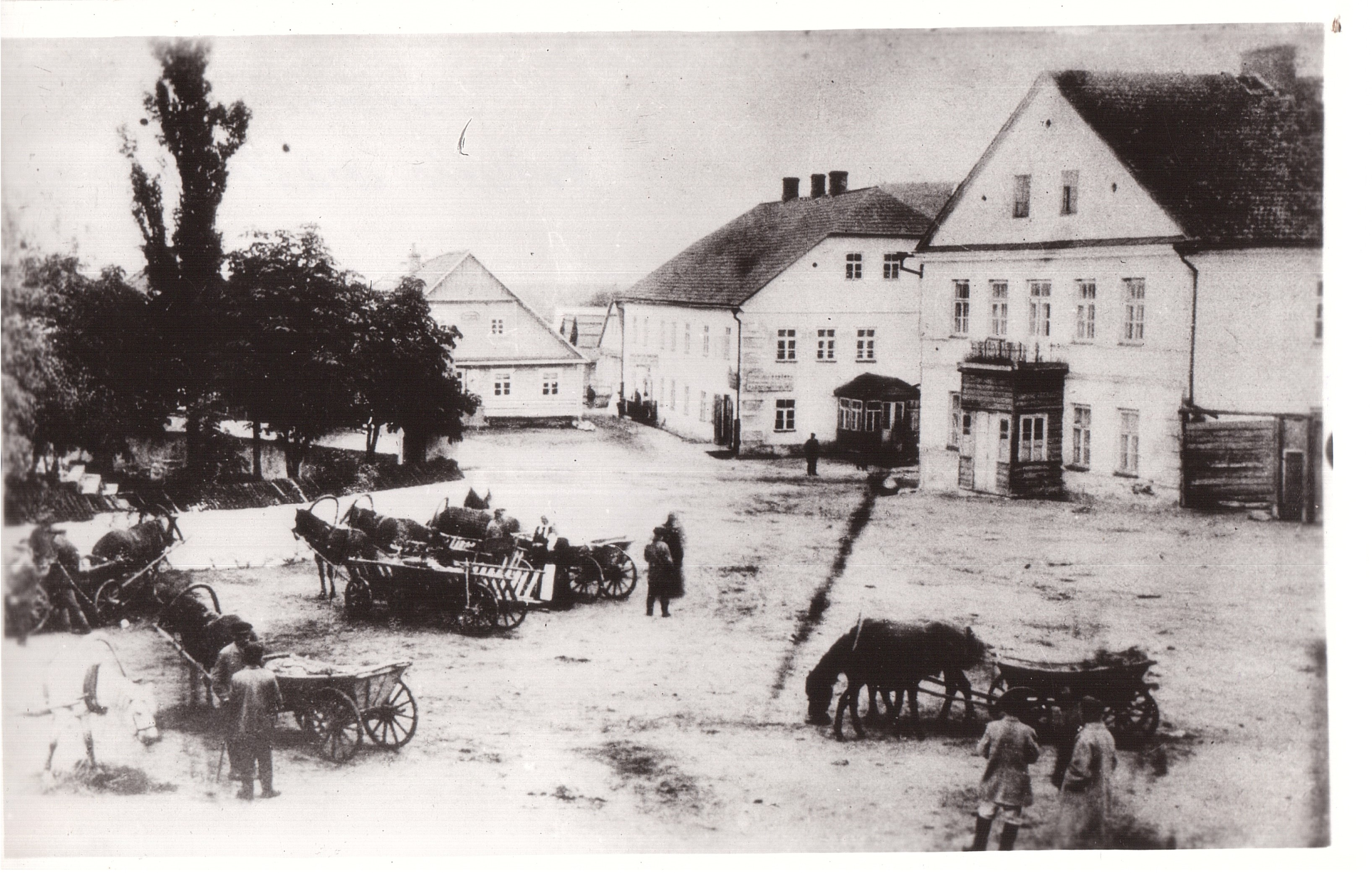
Merecz ok. 1912

W połowie XIX wieku rozebrano dawny klasztor, a na miejscu ratusza wzniesiono cerkiew Podwyższenia Krzyża Pańskiego. Zachował się natomiast gotycki kościół parafialny ufundowany przez króla Władysława Jagiełłę. Według przekazu Zygmunta Glogera przy drodze do Turgiel znajdował się neogotycki pałac Oktawiusza Choiseul-Gouffiera, po którym pozostała tylko 14-metrowej wysokości kaplica z połowy XIX wieku. W Mereczu istniał młyn turbinowy, który spłonął w 1908 roku. Przed 1914 rokiem okolice miasteczka opustoszały wskutek słabych gleb i masowej emigracji do Ameryki. W wyniku I wojny światowej Merecz znalazł się w granicach Pierwszej Republiki Litewskiej.

### Incydent polsko-litewski w 1919 roku
W lipcu 1919 roku w Mereczu doszło do antypolskiego incydentu. Sołtys o nazwisku Janulis oraz jego syn otrzymali od litewskich władz karę po 25 uderzeń stemplem na gołe ciało za to, że otwarcie deklarowali narodowość polską. Wyrok został wykonany naprzeciwko okien plebanii miejscowej parafii katolickiej. W tym okresie służyli tam proboszcz Rylikowski (Rybikowski) i ksiądz Bakszyn (Bakszyc). Obaj uważali się za Litwinów i z niechęcią odnosili się do Polaków. W czasie egzekucji stali w oknach plebanii, uśmiechali się z zadowoleniem i komentowali: Polakom tak i trzeba. Wkrótce potem, w dniach 7, 8 i 9 lipca 1919 roku Merecz został zajęty przez dwa szwadrony polskie, które przybyły z nieodległych terytoriów pod polską administracją. Dowiedziawszy się od miejscowych mieszkańców o incydencie, żołnierze polscy postanowili zabrać obu księży ze sobą. Wydarzenie to spotkało się z rewanżem ze strony litewskiej – komenda litewska aresztowała 40 mieszkających w Mereczu Polaków. Ponieważ nie udało im się postawić żadnych zarzutów, Litwini wydali im polecenie posprzątania pomieszczenia pełnego odchodów, śpiewając pieśń „Boże, coś Polskę”. Zdarzenie to wstrząsnęło mieszkańcami Merecza, w tym także miejscowymi Litwinami i Żydami.

### Po I wojnie światowej
Po Traktacie Ryskim w 1921 r. Merecz był na terytorium RP. Na początku lat 20 XX wieku w Mereczu znajdował się tajny sztab czwartej grupy operacyjnej podległej Białoruskiej Partii Socjalistyczno-Rewolucyjnej, która dążyła do utworzenia niezależnej Republiki Białoruś. Dowódcą grupy był Wiaczesław Razumowicz ps. „Chmara”. W składu sztabu wchodzili księża katoliccy ks. Bakszic i ks. Blazujelis, prof. gimnazjum Korczyński i Razumowicz. Grupa ta współpracowała ze sztabem generalnym armii litewskiej i w razie wojny Litwy z Polską miała współpracować z armią litewską. Organizacja ta przez niektórych historyków określana jest jako Bractwo Włościan Białorusinów (1921–1922), została rozbita przez polską policję w marcu 1922 r.
W okresie II wojny światowej ludność żydowska Merecza została w większości wymordowana i pochowana w zbiorowych mogiłach w pobliskim lesie. Okolice Merecza są obszarem Dzukijskiego Parku Narodowego (Dzūkija National Park).
Cmentarz w Mereczu wraz z drewnianą kaplicą jest ogrodzony i położony w pięknym sosnowym lesie. Na cmentarzu bardzo dużo starych grobów z nazwiskami po polsku. Na pięknym wzgórzu obok kaplicy (za szkołą) jest góra krzyży (nie jest ona tak popularna jak Święta Góra pod Szawlami – Zbigniew Harbuz) – miejsce pamięci poświęcone ludziom tamtejszym, bohaterom którzy zginęli w czasie wojny i w czasie powojennym.
Obecnie Merecz liczy ok. 1,4 tys. mieszkańców.

## Zabytki
- Kościół Wniebowzięcia Najświętszej Marii Panny – gotycko-renesansowy. Zbudowany w XIV wieku, przebudowany w 1648.
- Cerkiew Podwyższenia Krzyża Pańskiego – obecnie muzeum historyczno-krajoznawcze
- Grodzisko na wzgórzu. Pozostałości zamku (majdan o rozmiarach 7×15 m i resztki wałów). Zamek istniejący w XIV wieku miał bronić linii Niemna przed atakami krzyżaków. Kilkakrotnie zdobywany i niszczony, ostatecznie stracił znaczenie po wojnie trzynastoletniej i został opuszczony na przełomie XV i XVI wieku.
- Słupy z 1579, które wyznaczały ówczesne granice miasta. Pierwotnie istniały 4 słupy, do czasów współczesnych zachowały się dwa z nich[7].

## Galeria

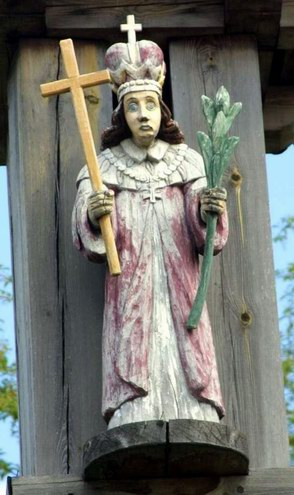
Święty Kazimierz. Rzeźba ludowa w centrum Merecza
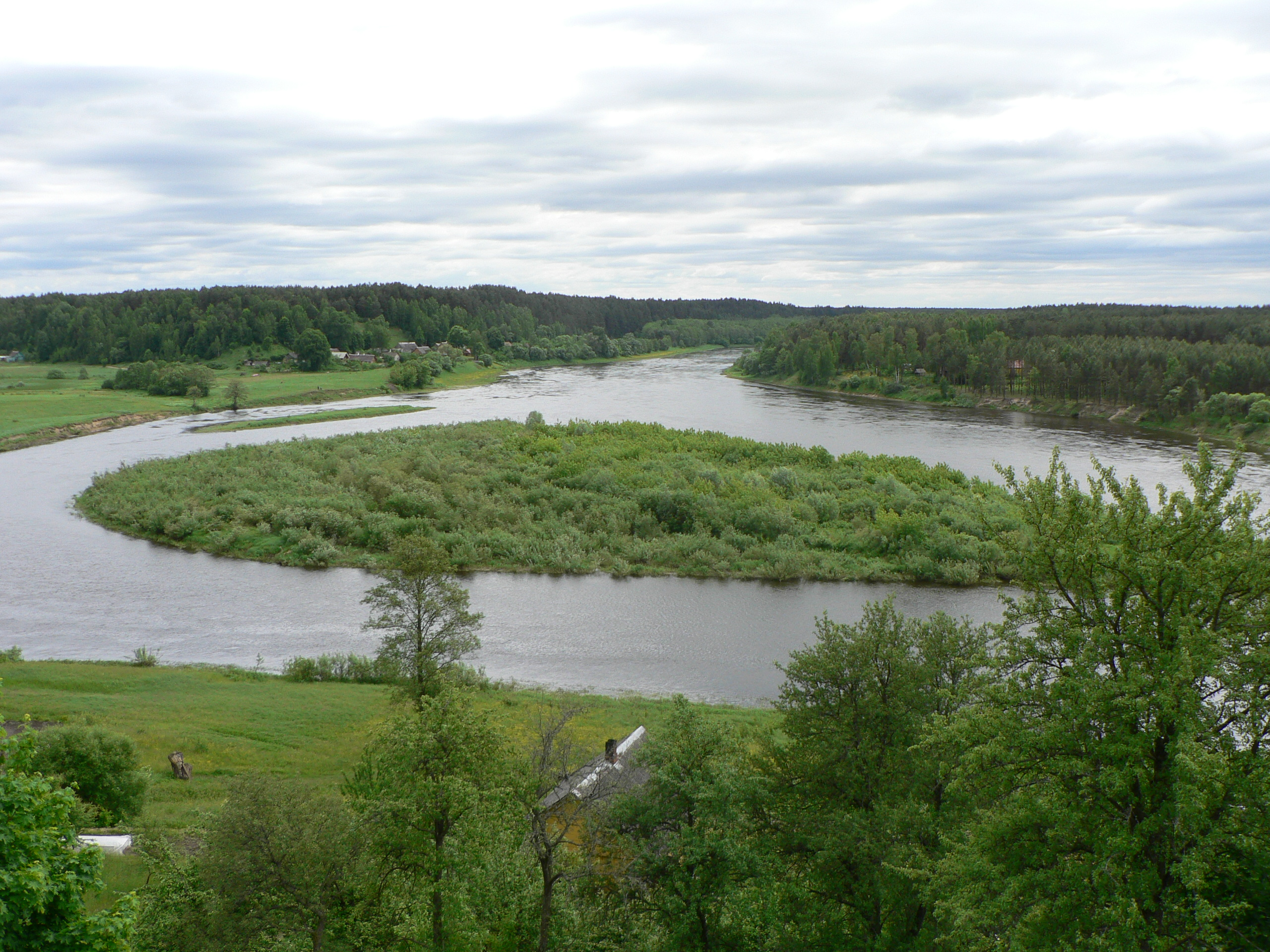
Rzeka Niemen w Mereczu
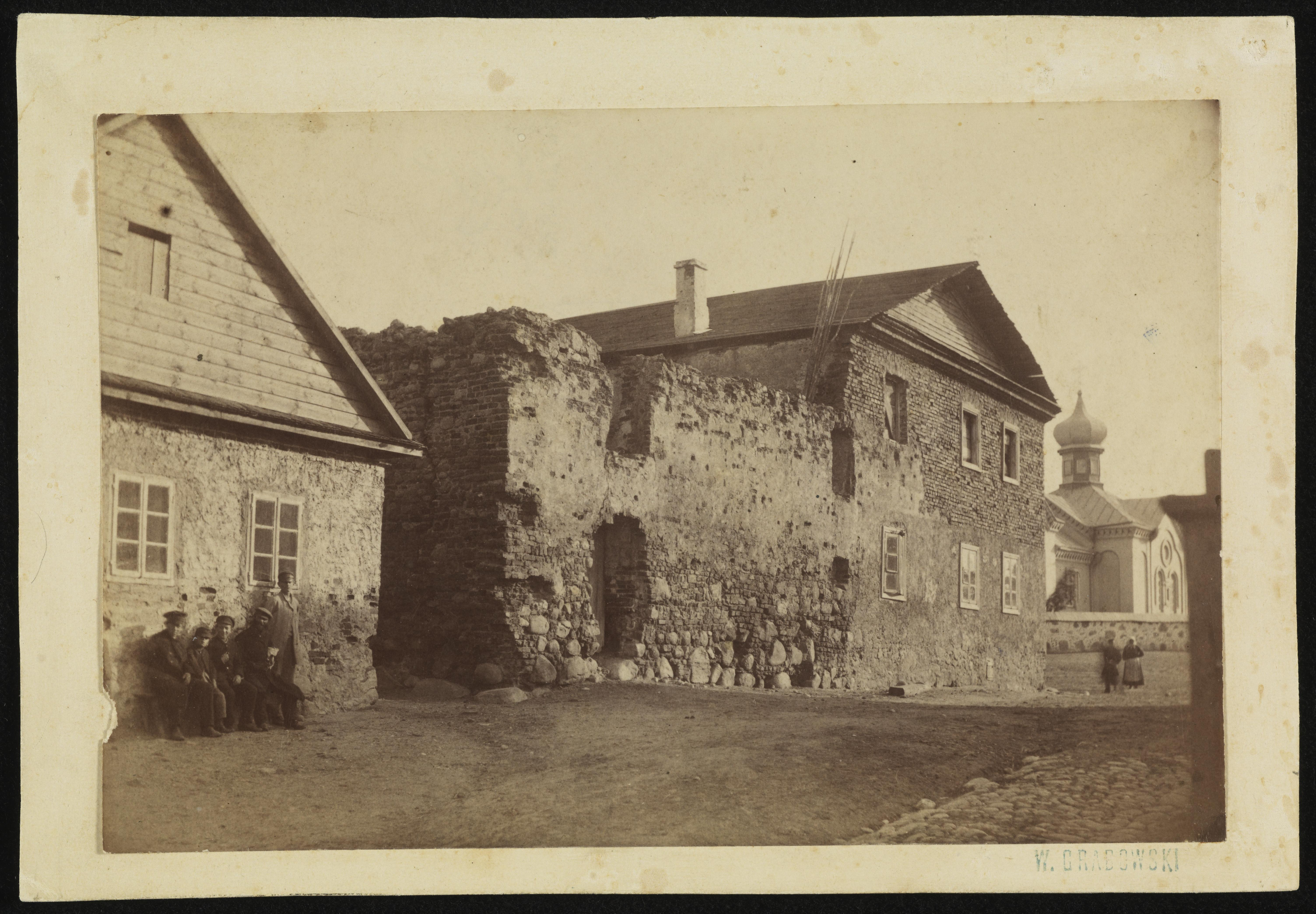
Budynek, w którym zmarł Władysław IV Waza